# 함평이씨 참판공문중 소장 고문서
함평이씨 참판공문중 소장 고문서는 전라남도 나주시 다시면 월태리에 있는, 함평이씨가의 내력을 보여주는 고문서이다. 2011년 7월 26일 나주시의 향토문화유산 제23호로 지정되었다.

## 지정 사유
함평이씨 참판공 문중에서 소장하고 있는 고문서는 함평이씨가의 내력을 방증해 줄 유일한 자료라고 하겠다. 함평이씨는 조선시대 나주의 大姓 가운데 하나였으며, 역사적으로 탐구해볼만한 성씨라고 할 수 있다. 하지만 불행히도 전래하던 고문서들이 대부분 소실되고 남아 있는 자료가 거의 없다. 그런 점에서 고문서와 특히 문중조직 관련 성책문서들은 함평군 이극명을 정점으로 한 후손들의 장기적인 문중활동을 보여준다는 점에서 사회사적인 가치가 있다.

## 문서 목록
| 번호 | 분류     | 자료명                                        | 연대                           | 크기(세로×가로cm) |
| ---- | -------- | --------------------------------------------- | ------------------------------ | ----------------- |
| 1    | 敎書     | 敎忠洪道水軍節度使李止孝 措備軍粮軍器賞加書   | 萬曆41年(1613, 광해군5)        | 86.4×168          |
| 2    | 敎旨     | 展力副尉李宗仁(武)科別試 甲科第二人及第出身者 | 弘治7年(1494, 성종25)          | 85.3×59.8         |
| 3    | 〃       | 幼學李惟謹進士三等第三十六人入格者            | 嘉靖25年(1546, 명종1)          | 91.5×43           |
| 4    | 〃       | 進士李惟謹文科乙(科)第六人及第出身者          | 嘉靖40年(1561, 명종16)         | 126.8×61          |
| 5    | 〃       | 學生李止孝武科乙科第二人及第出身者            | 萬曆17年(1589, 선조22)         | 81.8×59.4         |
| 6    | 〃       | 前兼司僕李先哲武(科)                          | 萬曆36年(1608, 광해군원년)     | 85.8×70           |
| 7    | 〃       | 李止孝爲嘉善大夫行忠洪道水軍節度使者          | 萬曆40年(1612, 광해군4)        | 71×74.8           |
| 8    | 〃       | 李先哲爲折衝將軍者                            | 萬曆47年(1619, 광해군11)       | 53.6×126.6        |
| 9    | 〃       | 李先哲爲通政大夫行德川郡守者                  | 天啓元年(1621, 광해군13)       | 53×53.7           |
| 10   | 分財記   | 子先哲亦中登科別給成文                        | 萬曆37年(1609, 광해군1)        | 83.4×134          |
| 11   | 准戶口   | 幼學李儒聖                                    | 乾隆57年(1792, 정조16)         | 53×49.8           |
| 12   | 성책문서 | 咸平君後孫省墓錄                              | 壬戌(1682, 숙종8)              | 37×25.3           |
| 13   | 〃       | 粉土洞墓所宗約                                | 崇禎紀元後三庚戌(1790, 정조14) | 35.5×25           |
| 14   | 〃       | 粉土洞學稧新設案                              | 崇禎紀元後四丙戌(1826, 순조26) | 36.5×25.2         |
| 15   | 〃       | 粉土洞追完約                                  | 乙巳(1845, 헌종11)             | 34×29.3           |
| 16   | 〃       | 櫃中所座置簿記                                | 己巳(1869, 고종6)              | 25×23             |
| 17   | 〃       | 禾穀記                                        | 庚子(1900, 광무4)              | 24×22.5           |
| 18   | 〃       | 宗中錢穀傳與記                                | 丁丑(1937)                     | 21.5×21.5         |
| 19   | 〃       | 禾穀記                                        | 庚寅(1950)                     | 19.5×20.5         |
| 20   | 〃       | 咸平君門中傳與冊                              | 辛丑(1961)                     | 31.5×27           |
| 21   | 〃       | 輔門契置簿記                                  | 壬寅(1902, 광무6)              | 23×21.5           |
| 22   | 〃       | 大門中加冠錢收納冊                            | 丙戌(1946)                     | 24×19             |
| 23   | 〃       | 咸平君墓祭祭官錄                              | 乙巳(1965)                     | 29×26             |
| 24   | 〃       | 任員錄(宗會)                                  | 戊申(1968)                     | 30×27             |
| 25   | 〃       | 契案(敦睦契)                                  | 辛亥(1971)                     | 30×27             |